# Bernhard Rudolph Abeken
Bernhard Rudolph Abeken (Osnabrück, 1º dicembre 1780 – Osnabrück, 24 febbraio 1866) è stato un letterato e filologo tedesco.
Precettore dei figli di Friedrich Schiller, conobbe anche Johann Wolfgang von Goethe, su cui scrisse due saggi. Pubblicò studi sulla Divina Commedia e curò l'edizione delle opere di Justus Möser.
Fu il padre dell'archeologo classico Wilhelm Ludwig Abeken (1813–1843) e dello scrittore e politico Hermann Abeken (1820–1854).

## Opere
- Cicero in seinen Briefen (Hannover 1835)
- Ein Stück aus Goethes Leben (Berlin 1848)
- Goethe in den Jahren 1771–75 (Hannover 1865)
- Ueber die Behandlung des Sophokleischen Philoctet auf Schulen (Osnabrück 1856)